# Condado de Iowa (Iowa)
El condado de Iowa (en inglés: Iowa County, Iowa), fundado en 1843, es uno de los 99 condados del estado estadounidense de Iowa. En el año 2000 tenía una población de 15 671 habitantes con una densidad poblacional de 10 personas por km². La sede del condado es Marengo.

## Geografía
Según la Oficina del Censo, el condado tiene un área total de 1521 km² (587,3 mi²), de la cual 1519 km² (586,5 mi²) es tierra y 2 km² (0,8 mi²) es agua.

### Condados adyacentes
- Condado de Benton norte
- Condado de Linn noreste
- Condado de Johnson este
- Condado de Washington sureste
- Condado de Keokuk sur
- Condado de Poweshiek oeste
- Condado de Tama noroeste

## Demografía
En el 2000 la renta per cápita promedia del condado era de $41 222, y el ingreso promedio para una familia era de $48 946. El ingreso per cápita para el condado era de $18 884. En 2000 los hombres tenían un ingreso per cápita de $31 220 contra $24 652 para las mujeres. Alrededor del 5.00% de la población estaba bajo el umbral de pobreza nacional.
| 1900   | 1910   | 1920   | 1930   | 1940   | 1950   | 1960   | 1970   | 1980   | 1990   | 2000   |
| ------ | ------ | ------ | ------ | ------ | ------ | ------ | ------ | ------ | ------ | ------ |
| 19 544 | 18 409 | 18 600 | 17 332 | 17 016 | 15 835 | 16 396 | 15 419 | 15 429 | 14 630 | 15 671 |

## Lugares

### Ciudades y pueblos
- Ladora
- Marengo
- Millersburg
- North English
- Parnell
- Victor
- Williamsburg

### Otros lugares
- Conroy
- Genoa Bluff
- South Amana

### Principales carreteras
| - Interestatal 80 - U.S. Highway 6 - U.S. Highway 151 - Carretera de Iowa 21 | - Carretera de Iowa 149 - Carretera de Iowa 220 - Carretera de Iowa 212 |